# Harran Boko
Harran Boko, född 26 maj 2014, är en svensk varmblodig travhäst. Han tränades och kördes av Conrad Lugauer. Numera tränas han av Simon Mitman.
Harran Boko började tävla i oktober 2017. Han var obesegrad i sina sex första felfria starter. Han har till februari 2020 sprungit in 1,4 miljoner kronor på 33 starter varav 14 segrar, 2 andraplatser och 1 tredjeplatser. Han har galopperat bort sig i 13 av dessa starter, varpå han vunnit 14 av 20 felfria starter.
Han har tagit karriärens hittills största seger i Silverdivisionens final (feb 2020). Han har även kommit på tredjeplats i Prix Ready Cash (2020).